# Peter Mærsk Møller
Peter Mærsk Møller (* 22. September 1836 in Østerby, Rømø; † 9. Februar 1927 in Svendborg) war ein dänischer Kapitän und Reeder. Mit seinem Sohn Arnold Peter Møller gründete er die Aktieselskabet Dampskibsselskabet „Svendborg“, aus der die dänische Unternehmensgruppe A. P. Møller-Mærsk hervorging.

## Leben
Møller wurde 1836 in Østerby auf der Insel Rømø geboren.
1850 begann er im Alter von 14 Jahren seine seemännische Laufbahn als Kabinenjunge an Bord eines Segelschiffs, auf dem sein Vater Kapitän war. Da ihm die Seefahrt zunächst nicht gefiel, machte er eine Ausbildung an Land. Hier sah er für sich jedoch keine Zukunft und heuerte wieder auf Segelschiffen an. Anschließend besuchte er die Seefahrtschule im damals dänischen Flensburg, die er 1855 mit dem Patent zunächst als Steuermann abschloss. Er war einige Zeit als Lehrer an der Seefahrtschule tätig, bevor er als Steuermann wieder zur See fuhr.
1862, die Familie lebte mittlerweile in Dragør, wurde Møller Kapitän auf dem Segelschiff Prima der in Dragør ansässigen Reederei von Hans Nielsen Jeppesen. Am 8. Dezember 1864 heiratete Møller Ane Hans Jeppesen, genannt Anna, die älteste Tochter von Hans Nielsen Jeppesen. Aus der Ehe gingen elf Kinder hervor, von denen eins bereits in jungen Jahren verstarb.
Nach Einsätzen als Kapitän auf den Schiffen Treue und Enighed übernahm er Mitte der 1870er-Jahre das Kommando auf dem Segelschiff Valkyrie. Im Dezember 1883 erlitt er mit der Valkyrie, die sich mit Holz auf der Reise von Newport News in den USA nach Glasgow im Vereinigten Königreich Großbritannien und Irland befand, im Sturm Schiffbruch vor der Westküste Schottlands. Durch den Sturm waren die Segel zerstört und das Schiff damit manövrierunfähig geworden. Nachdem der Anker nicht hielt, trieb das Schiff in der Nacht vom 11. auf den 12. Dezember 1883 in der Nähe von Dunure auf Grund und wurde von den Wellen zerschlagen. Die Schiffsbesatzung konnte sich größtenteils schwimmend an Land retten, ein Schiffsjunge kam bei dem Unglück ums Leben.
Nach seiner Rückkehr nach Dragør erfuhr Møller, dass Hans Nielsen Jeppesen 1883 beim Untergang eines Bootes im Hafen von Dragør ums Leben gekommen war und seine Frau das Reedereigeschäft nicht weiterführen wollte. Møller entschied sich daher, die Navigationsschule in Bogø zu besuchen und sich dort das nötige Wissen zum Führen von Dampfschiffen anzueignen. Außerdem entschied er sich mit seiner Frau, den Hof an der Elisenborg, dem Anwesen der Familie Jeppesen in Dragør, zu verlassen und 1884 mit der Familie nach Svendborg zu ziehen. Die neu erbaute Villa wurde nach Møllers Frau Anna benannt.
Der Wiedereinstieg ins Arbeitsleben gestaltete sich als schwierig. Møller erhielt lediglich kürzere Verträge als Kapitän bzw. Steuermann. Daraufhin entschied er sich, sich selbständig zu machen. Im Juni 1886 kaufte er ein Dampfschiff, das er nach der Tochter eines Freundes, der ihm beim Kauf finanziell unterstützte, Laura nannte, und gründete in Svendborg die Dampskibsselskabet „Laura“. Møller blieb bis 1898 Kapitän des Schiffes, bevor er das Kommando an seinen ältesten Sohn Hans Nielsen Jeppesen Møller übergab.
Durch seinen Schiffbruch im Dezember 1883 geprägt und aufgrund seiner Erfahrungen mit der Laura war Møller überzeugt, dass Dampfschiffe die Segelschiffe verdrängen würden. Er begründete dies unter anderem mit der höheren Zuverlässigkeit der Dampfschiffe gegenüber den vom Wind abhängigen Segelschiffen. Er setzte sich daher intensiv für die Gründung von Dampfschifffahrtsgesellschaften in Svendborg ein, auch um den Anschluss an Kopenhagen als führenden Schifffahrtsstandort in Dänemark nicht zu verlieren, an dem bereits verstärkt auf Dampfschiffe gesetzt wurde. Er stieß hiermit aber auf erheblichen Widerstand unter den in Svendborg ansässigen und an Segelschiffen festhaltenden Reedereien.
Auch mit seinem Sohn Arnold Peter Møller, der in einem Schifffahrtsunternehmen in St. Petersburg beschäftigt war, stellte Peter Mærsk Møller Überlegungen zur Gründung einer Dampfschifffahrtsgesellschaft an. Nach der Rückkehr von Arnold Peter Møller nach Svendborg gründeten beide im April 1904 die Aktieselskabet Dampskibsselskabet „Svendborg“, für die im Oktober 1904 im Vereinigten Königreich das Dampfschiff Ada gekauft wurde, das in Svendborg umbenannt wurde. Aus der Aktieselskabet Dampskibsselskabet „Svendborg“ ging später die dänische Unternehmensgruppe A. P. Møller-Mærsk hervor.
Peter Mærsk Møller verstarb am 9. Februar 1927 in Svendborg. Seine Grabstätte befindet sich auf dem Friedhof der St.-Jürgen-Kirche (dänisch Sct. Jørgens Kirke) in Svendborg.